# Jakez Riou
Jakez Riou (Lothey; 1899 - Châteaubriant; 1937) fue un escritor en lengua bretona.
Fue periodista del periódico Courrier du Finistère. Junto con Youenn Drezen, realizando estudios literarios, científicos y religiosos, descubren la lengua bretona y a la vez la posibilidad de depurar sus formas para crear un auténtico idioma literario. Participa en 1925 en los comienzos de la revista Gwalarn, dirigida por Roparz Hemon y Mordrel.

## Obra
- Gorsedd Digor. Obra ilustrada por su amigo Michel Mohrt.
- An ti satanazet. Novela. La Baule, Skridou Breizh, 1947, ilustrada por Pierre Péron.
- Dogan. Pez-c'hoari e daou arvest, ilustrada por R.-Y. Creston, Rennes, Skrid ha skeudenn.

- Datos: Q662489
- Multimedia: Jakez Riou / Q662489